# Centistes distinguendus
Centistes distinguendus är en stekelart som först beskrevs av Sarra 1929.  Centistes distinguendus ingår i släktet Centistes och familjen bracksteklar. Inga underarter finns listade.